# 三役呼出
三役呼出（さんやくよびだし）は大相撲の呼出における、最高位立呼出、上から二番目の副立呼出に次ぐ上から三番目の階級である。

## 概要
大相撲において力士の番付の三役といえば、大関、関脇、小結である為、この番付に相当する階級の呼出である。 しかし、他の階級の呼出の様に例えば、幕下上位の取組を十両呼出が呼び上げたり、十両の取組を幕内呼出が呼び上げる様に、三役力士同士以外に、三役対平幕や両者平幕の取組を呼び上げる事もあれば、立呼出・副立呼出の在位人数・空位の状況や、横綱の在位人数の関係で、上位の三役呼出は、横綱戦を呼び上げる事もある。本場所の本割では、十両呼出・幕内呼出及び副立呼出と同様に、一日の取組の中で一人につき二番を呼び上げる。幕内優勝決定戦で、出場の力士の最高位が、関脇・小結のいずれかの場合は、三役呼出が呼び上げることになる。横綱・大関が出場する場合は、立呼出が呼び上げるのが原則であるが、立呼出が番付上不在か休場している場合には副立呼出が呼び上げ、立呼出・副立呼出が共に空位の場合は三役呼出が呼び上げる。
立呼出・副立呼出共に番付上不在か、休場して一人も出場していない場合は、これらの呼出の行う動き(職務)を代行する。
三役呼出への昇格規定としては、「勤続40年以上で成績優秀な者、または勤続30年以上40年未満で特に優秀な者」となっており、三役呼出の定員は四人以内と定められている。実際には大体三人が多いが、立呼出・副立呼出に空位がある場合は四人の時があり、また逆に状況によっては二人になることもある。2022年1月場所の吾郎の三役呼出昇格から2023年11月場所までは定員オーバーの五人体制となった。
年齢的に呼出への入門が遅かったりした場合は、立呼出への昇格に間に合わず三役呼出までで定年退職を迎える事もあるが、政弘のように三役呼出在位中に死亡したり、琴二のように三役呼出在位中に中途退職したりしたために、三役呼出までで呼出の生涯を終えた者もいた。
現行制度での担当する取組や昇格等の人事における扱いの上では、それに相当する行司の地位である三役格行司との差は実質的にはほとんどないが、歴史的に見れば、三役格行司を含む行司の格が明確化したのが第二次世界大戦終戦前後なのに対し、三役呼出を含む呼出の番付制の地位が創設されたのは、1994年（平成6年）7月場所と歴史が浅い。

## 現在の三役呼出
2024年一月場所時点
| 階級     | 名前 | 所属部屋    |
| -------- | ---- | ----------- |
| 三役呼出 | 志朗 | 押尾川→大嶽 |
| 三役呼出 | 重夫 | 九重        |
| 三役呼出 | 吾郎 | 押尾川→大嶽 |

## 最高位が三役呼出だった過去の呼出
- 永男（停年退職）
- 政弘（死亡）
- 長八（停年退職）
- 勝己（停年退職）
- 琴二（中途退職）